# Paul Oliver
Paul Oliver (Nottingham, 1927. május 25. – Shipton-under-Wychwood, Oxfordshire, 2017. augusztus 15.) brit építészet- és zenetörténész.

## Főbb művei

### Építészettörténet
- Shelter and Society (1969)
- Dunroamin: The Suburban Semi and its Enemies (1981)
- Dwellings: The House Across the World (1987)
- Encyclopedia of Vernacular Architecture of the World (1997)
- Built to Meet Needs: Cultural Issues in Vernacular Architecture (2006)

### Zenetörténet – Blues
- Bessie Smith (1959)
- Blues Fell this Morning: The Meaning of the Blues (1960)
- Conversation with the Blues (1965)
- Screening the Blues: Aspects of the Blues Tradition (1968)
- The Story of the Blues (1969)
- Savannah Syncopators: African Retentions in the Blues (1970)
- Songsters and Saints: Vocal Traditions on Race Records (1984)
- Blues Off the Record: Thirty Years of Blues Commentary (1984)
- Broadcasting the Blues: Black Blues in the Segregation Era (2006)
- Barrelhouse Blues: Location Recordings and the Early Traditions of the Blues (2009)

## Magyarul
- A blues története; ford. Jávorszky Béla; DNM, Pusztazámor, 2002